# Мантелетта

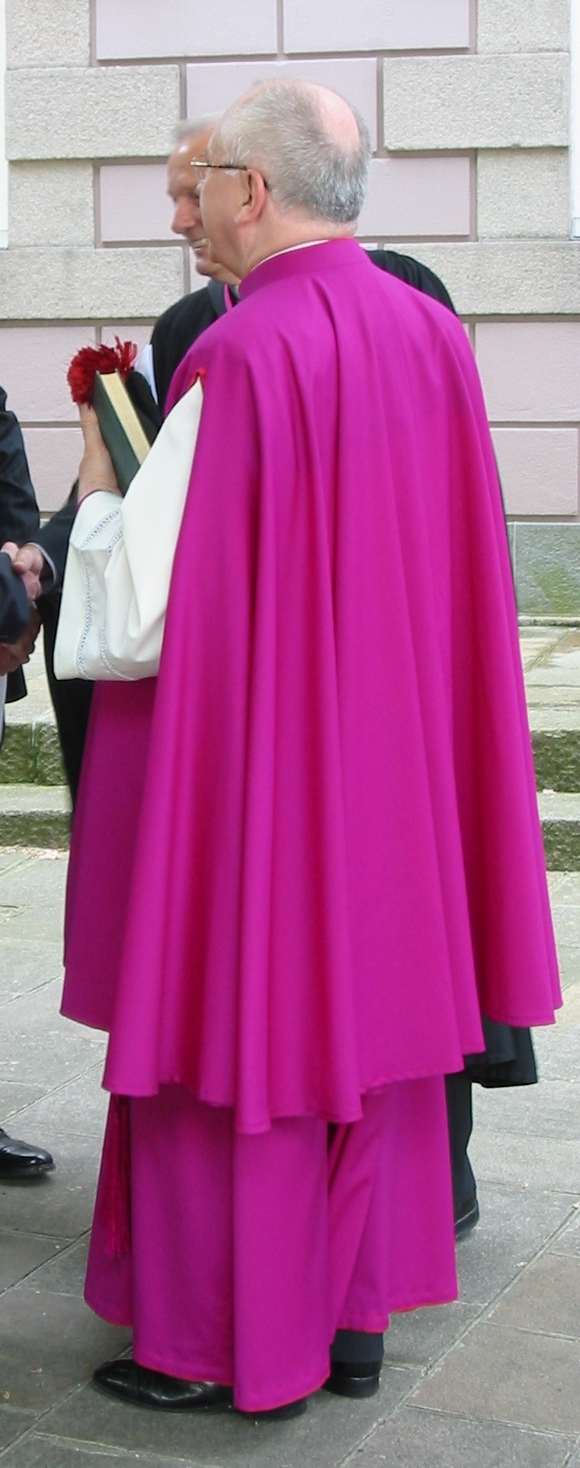
Католический клирик в мантелетте поверх сутаны

Мантеле́тта, также мантилетта (итал. Mantelletta) — накидка без рукавов, элемент облачения высокопоставленного духовенства Римско-католической церкви.

## История
Разновидность мантии под названием «mantellum» в период зрелого Средневековья носили кардиналы и епископы. Впоследствии её изменённый вариант получил название мантелетта.
Мантелетта представляет собой открытую спереди накидку без рукавов, длиной примерно до колен. Вместо рукавов на мантелетте располагаются разрезы.
Правом ношения мантелетты обладают кардиналы, епископы, аббаты и апостольские протонотарии, в первую очередь протонотарии «de numero». Кардиналы носят мантелетту красного цвета, остальные фиолетовую или чёрную с фиолетовой каймой. У кардиналов и епископов, принадлежащих к монашескому ордену, цвет мантелетты может соответствовать принятому в ордене. Кардинал может носить одновременно моццетту и мантелетту. До литургических реформ Второго Ватиканского собора было принято, чтобы епископы и архиепископы носили мантелетту вместо моццетты за пределами своих епархий, теперь это правило не обязательно.

## Мантеллоне
Существовала также разновидность мантелетты под названием мантеллоне, отличавшаяся от собственно мантелетты большей длиной и наличием крыловидных рукавов. В настоящее время полностью вышла из употребления.